# توماس بیسکاپ
توماس بیسکاپ (به آلمانی: Thomas Biskup) (متولد ۲ ژوئیه ۱۹۷۱) یک مهندس نرم‌افزار و دانشمند رایانهی آلمانی است. وی خالق بازی رایانه‌ای پرطرفدار دامنه‌ی باستانی رمز و راز است.
بیسکاپ هم اکنون مدیرعامل یک شرکت نرم‌افزار آلمانی به نام کوینسکیپ می‌باشد و در گلزنکیرشن، آلمان زندگی می‌کند.